# Ухтинський державний технічний університет
Ухтинський державний технічний університет (УДТУ) — заклад вищої освіти в Ухті, Республіка Комі. Базовий університет з підготовки інженерів для нафтогазових компаній, повне найменування — Федеральна державна бюджетна освітня установа вищої освіти «Ухтинський державний технічний університет».
Включає 6 інститутів і понад 30 кафедр, технологічний коледж, початкову школу і дві філії: у Воркуті й Усинську. В університеті навчається понад 8 тис. студентів. У інститутах і різних підрозділах працюють 50 професорів, викладачів і наукових співробітників, серед них 53 доктори наук, 213 кандидатів наук та доцентів. Допоміжний і обслуговучий персонал налічує приблизно 1500 осіб.
УДТУ — заклад освіти федерального підпорядкування.
Статус університету отримав в 1999 році. До цього іменувався індустріальним інститутом.
З 1997 року ректором УДТУ був доктор технічних наук, академік РАПН, професор Микола Денисович Цхадая. З 12 листопада 2018 виконувачем обов'язків ректора університету призначений Дмитро Анатолійович Бєляєв. З 11 лютого 2020 ректором університету призначений Руслан Вікторович Агін.

## Структура
- Воркутинська філія
- Усинська філія
- Інститут геології, нафтогазовидобування і трубопровідного транспорту (ІГНіТТ)
- Інститут фундаментальної підготовки (ІФП)
- Інститут підвищення кваліфікації — незалежний атестаційно-методичний центр
- Будівельно-технологічний інститут (СТІ)
- Індустріальний інститут (СПО)
- Інститут економіки і управління та інформаційних технологій (ІнЕУіІТ)
- Початкова загальноосвітня школа «Росток-УДТУ»
- Бізнес-інкубатор УДТУ

Університет підтримує команду з хокею з шайбою «Арктик-Університет» і баскетбольний клуб «Планета-Університет», танцювальний колектив «United BIT», ансамбль танцю «Наргіз», театр-студію «Фрески», клуб спортивного бального танцю «Дует-УДТУ», ансамбль бального танцю «Радість», вокально-хорову студію.

### Корпуси
Корпуси університету розташовані в різних районах міста:
- Корпуси «А», «Б», «В» і «Г» — вулиця Першотравнева, 13
- Корпус «Д» — вулиця Першотравнева, 9
- Корпус «Е» — вулиця Жовтнева, 13 (до 2020 року)
- Корпус «К» — вулиця Сенюкова, 21
- Корпус «Л» — вулиця Сенюкова, 15
- Корпус «Н» — вулиця Сенюкова, 15 (до 2019 року — вулиця Миру, 4[7])

## Партнери

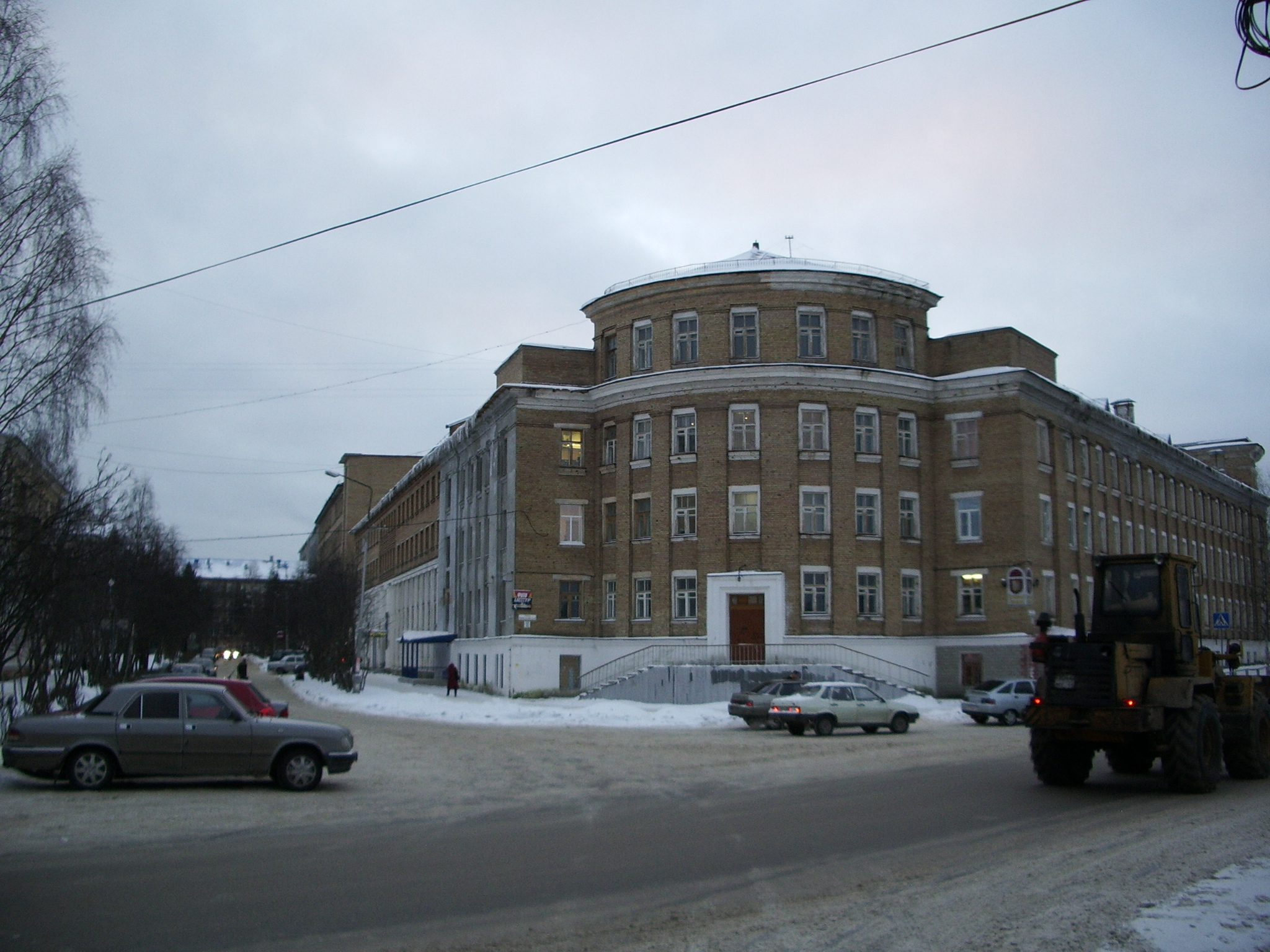
Головний корпус (вид ззаду)

Ухтинский університет співпрацює з провідними корпораціями Росії нафтогазової, геологічної, гірничодобувної, лісової, будівельної та інших галузей промисловості. Співпрацю з бізнесом організовано більш ніж у 20 областях: професійна орієнтація, освіта, наука та інновації, проєкти і досвід, консалтинг і промислова безпека, спорт і культура, підтримка дітей без батьків. Основні стратегічні партнери університетського комплексу:
- «Газпром» — «Газпром трансгаз Ухта», «ВНІІГАЗ», «Газпром буріння», «Газпром видобуток», «Газпром Промгаз», «Газпром нафта», НПЗ «Газпром», Штокман Девелопмент АГ, Гіпрогазцентр і ще 19 інших підприємств РФ;
- «Лукойл» — «Лукойл-Комі», «Лукойл-Інжиніринг», НПЗ «Лукойл-Ухта», «Лукойл-Северо-Западнефтепродукт» та інші;
- «Роснефть» — «РН — Північна нафту», «РН-Буріння», «РН-Сервіс»;
- «Транснефть» — АТ «Транснафта — Північ», АТ «Гіпротрубопровід» і ще 7 компаній по всій країні;
- «Зарубежнефть» — філії у В'єтнамі, Кубі, на Близькому Сході і в інших регіонах;
- Міжнародні корпорації — Hulliburton, Total, Schlumberger, Baker Huges, Ml-Svaco, Mireco, Gaz de France, Ruhrgas і багато інших.

## Список ректорів
- З 1967 року по 1975 рік — Григорій Єрмолайович Панов
- З 1975 року по 1980 рік — Володимир Михайлович Матусевич
- З 1 вересня 1980 року по травень 1997 року — Геннадій Васильович Рассохін
- З червня 1997 року по 31 жовтня 2018 року — Микола Денисович Цхадая
- З 1 листопада 2018 року по 12 липня 2019 року — Дмитро Анатолійович Бєляєв (в. о.)
- З 11 лютого 2020 року Руслан Вікторович Агін (в. о.) 15 липня 2019 року — 11 лютого 2020 року)

## Видатні випускники
- Зубарєва Олена Вячеславівна (народилася 1983, випускниця 2006) — українська експертка у сфері комунікацій, репутації та сталого розвитку, громадська діячка. Глава «Асоціації лідерів стійкого розвитку», ініціаторка і засновниця кількох суспільних проєктів. За підсумками 2020 — в ТОП 5 PR-директорів України.